# Mitsuru
Mitsuru (jap. みつる, ミツル) – głównie męskie imię japońskie, bardzo rzadko noszone przez kobiety.

## Możliwa pisownia
Mitsuru można zapisać, używając wielu, różnych znaków kanji i może znaczyć m.in.:
- 満, „zadowolony”[1] (występuje też inna wymowa tego imienia: Michiru)
- 充, „opłata” (występuje też inna wymowa tego imienia: Takashi)

## Znane osoby
- Mitsuru Adachi (充), japoński mangaka
- Mitsuru Chiyotanda (充), japoński piłkarz
- Mitsuru Hattori (みつる), japoński mangaka
- Mitsuru Hirata (満), japoński aktor
- Mitsuru Hongo (みつる), japoński reżyser filmowy
- Mitsuru Komaeda (充), japoński piłkarz
- Mitsuru Kōno (満), japoński tenisista stołowy
- Mitsuru Mansho (充), japoński piłkarz
- Mitsuru Matsumura (充), japoński łyżwiarz figurowy
- Mitsuru Meike (充), japoński reżyser filmowy, scenarzysta i aktor
- Mitsuru Miura (みつる), japoński mangaka
- Mitsuru Miyamoto (充), japoński seiyū
- Mitsuru Nagata (充), japoński piłkarz
- Mitsuru Ogata (満), japoński seiyū
- Mitsuru Sugaya (みつる), japoński mangaka
- Mitsuru Ushijima (満), japoński generał, dowodzący obroną wyspy Okinawa w 1945

## Fikcyjne postacie
- Mitsuru (満), postać z mangi Fruits Basket
- Mitsuru Ihara (満), główny bohater dramy Food Fight
- Mitsuru Kirijo (美鶴), bohaterka gry Persona 3
- Mitsuru Numai (充), postać z serii Battle Royale